# Diaphonia vicina
Diaphonia vicina är en skalbaggsart som beskrevs av Oliver Erichson Janson 1873. Diaphonia vicina ingår i släktet Diaphonia och familjen Cetoniidae. Inga underarter finns listade i Catalogue of Life.